# モア・ザン・ワーズ
「モア・ザン・ワーズ」（More Than Words）は、アメリカ合衆国のヘヴィメタル・バンド、エクストリームが1990年のアルバム『ポルノグラフィティ』で発表した楽曲。1991年にはシングル・カットされた。

## 背景
作曲を担当したヌーノ・ベッテンコートによれば、1時間もかからずにメロディとハーモニー・パートの両方が完成し、その後ゲイリー・シェローンにテープを渡そうとしたが、その時シェローンは寝ていたため、寝室のドアの下からテープを入れ、ほどなくしてシェローンが歌詞を書いた。当時のロック界で流行していたパワー・バラードとは異なり、全編ボーカルとアコースティック・ギターによる曲で、ベッテンコートによれば、当時はまだ『MTVアンプラグド』のブームが到来しておらず、レーベルやマネージメントから「ヒットするはずがない」とシングル・リリースに難色を示され、それに対し「それならツアーもバンドも辞める」と反論したという。一方、バンドと親しかったセバスチャン・バックは、この曲をスタジオで聴いた時に感動し「とんでもない曲だ! ナンバー・ワン! ナンバー・ワン!」と叫び、「俺がお前たちのマネージャーになるよ。今のマネージャーは忘れて、俺に任せろ」と発言したという。
本作のミュージック・ビデオは白黒の映像となっており、後に映画『リトル・ミス・サンシャイン』を手がけるジョナサン・デイトン&ヴァレリー・ファリスが監督した。ビデオにはメンバー4人のうちシェローンとベッテンコートのみの演奏がフィーチャーされ、エクストリームはバンドでなくデュオと誤解されることも多かったという。

## 反響・評価
アメリカでは1991年5月にRIAAによりゴールドディスクの認定を受け、シングル・リリースから約12週後の6月8日には、Billboard Hot 100で1位を獲得した。オランダでは1991年5月18日付のシングル・チャートで初登場91位となり、最終的には20週連続でトップ100入りして、うち2週にわたり1位を獲得した。イギリスでは1991年7月27日付の全英シングルチャートで初登場8位となり、最終的には11週トップ100入りして、最高2位を記録した。
ただし、エクストリーム本来の音楽性と異なるバラードが大ヒットしたことで、バンドに対しては批判的な声も多く、ゲイリー・シェローンは2023年のインタビューで「恩恵である一方、バンドに対する誤解を招いたという意味では呪いでもあった」「多くの人は、この曲は知っていても、俺たちのことは知らなかった」と振り返っている。

## カヴァー

### フランキー・ジェイによるカヴァー
フランキー・ジェイは2005年、自身が訳詞したスペイン語ヴァージョンと、オリジナルに準じた英語ヴァージョンの両方を発表した。ジェイのヴァージョンはアメリカで18週Billboard Hot 100入りして最高25位を記録して、自身5作目の全米トップ40シングルとなり、2006年1月にはRIAAによりゴールドディスクの認定を受けた。

### その他
- ウエストライフ - アルバム『ウエストライフ』（1999年）に収録[16]。
- デヴィッド・キャシディ - アルバム『A Touch of Blue』（2003年）に収録[21]。
- ジュリアン・ハフ&ディエゴ・ボネータ - 映画『ロック・オブ・エイジズ』（2012年公開）の劇中で、ウォレントの曲「ヘヴン」とのメドレーとして歌った[15]。